# Ян Кіцький
Ян Кіцький гербу Ґоздава (пол. Jan Kicki; 1714 — кінець XVIII ст.) — польський шляхтич, урядник і державний діяч Корони Польської в Речі Посполитій.

## Життєпис
Народився 1714 року. Син підсудка, підкоморія цеханувського Александера Кіцького та його дружини Констанції Пшедвоєвської гербу Любич.
У молодих літах був при дворі краківського каштеляна Станіслава Понятовского. З 1753 р. став регентом-заступником Станіслава Понятовського-сина у Перемиському старостві. 1756 року отримав приповідний лист на панцерну корогву.
Посол від Подільського воєводства на Сейми у 1760, 1762 (тоді як прихильник князів Чорторийських підписав маніфест на підтримку шляхетства А. Ф. Брюля) і 1764 (тоді віддав голос за обрання королем Станіслава Августа Понятовського та акт приєднання Литовської конфедерації до Коронної) років; також - на коронаційний сейм. 1768 року був обраний депутатом і маршалком Коронного трибуналу Малопольської провінції, отримав 30000 злотих повернення власних коштів як маршалок; став шамбеляном Станіслава Августа, кавалером ордену Святого Станіслава. Обороняв Львів від нападів барських конфедератів разом з очільником львівського гарнізону Феліц'яном Коритовським.
У 1777—1780 р. був комісаром Департаменту поліції з винагородою 14000 злотих щороку. 1780 р. став ротмістром кавалерії народової, кавалером ордену Білого Орла. 1782 року став послом Сейму від Ломжинської землі.
Був гарячим прихильником короля Станіслава Августа Понятовського. Король в одному з листів писав, що цінує його як реліквію, залишену батьком. Мав обіцянку короля стати подільським воєводою, але через відсутність вакансії отримав пропозицію щодо посади белзького воєводи.
На старості проживав у своєму маєтку в Розтоках (Волинь).
Помер неодруженим наприкінці XVIII ст. у Міхалполі на Поділлі.

### Посади
Мечник червоногородський (1748 р.); у 1764 р. став підстолієм червоногородським (пішов з посади щонайпізніше на початку січня 1765 р.); староста окнінський (став у 1744 або 1746 р.), львівський (1769 р., дозвіл короля, 1773 р. втратив через неприйняття присяги імператриці Марії Терезії), трахтемирівський; конюший великий коронний (від 2 травня 1774; 5 серпня 1787 року подав у відставку, відступивши посаду синівцеві Онуфрієві), воєвода руський у 1791—1794 роках (став 4 лютого 1791 р. став після того, як Теодор Потоцький відмовився від претензій щодо посади). 28 грудня 1773 р. став мечником коронним. 1773 р. став старостою трехтемирівським у Віській землі.

### Маєтності, статки
Отримав багато королівщин: 1768 р. війтівство у Сьвідніку, 1769 р. Брилинці у Перемишльській землі, 1771 р. Скнилів у Львівському повіті, який викупив у 1776 р. від австрійського уряду за 9600 золотих ринських. Гроші після упадку банків зберігав у кляшторі Капуцинів (Варшава; вони були там знайдені під час повстання Тадеуша Костюшка). Його спадкоємцями стали синівці (сини братів).